# Obszar bezwodny
Obszar bezwodny – określony teren na powierzchni Ziemi, który jest pozbawiony stałej oraz okresowej sieci rzecznej. Woda płynąca pojawia się na tych obszarach bardzo rzadko lub na bardzo krótki okres. Obszary bezwodne najczęściej występują na obszarach pustynnych oraz półpustynnych.